# كلير والش
كلير والش (بالإنجليزية: Claire Walsh) هي عدائة المسافات المتوسطة أيرلندية، ولدت في 27 مايو 1942.

## وصلات خارجية
- كلير والش على موقع أوليمبيديا (الإنجليزية)